# Tephrosia paucijuga
Tephrosia paucijuga är en ärtväxtart som beskrevs av Hermann August Theodor Harms. Tephrosia paucijuga ingår i släktet Tephrosia och familjen ärtväxter. Inga underarter finns listade i Catalogue of Life.